# Țuică
Țuică de vegades transliterat țuica, tzuika, tsuika, tsuica, o tzuica, és una beguda alcohòlica tradicional de Romania normalment feta de pruna.
"Țuică" és oficialment a Romania la beguda feta només amb prunes. Altres begudes fetes de fruits cereals, etc., s'anomenen "rachiu" o "rachie".

## Preparació
Tradicionalment es prepara d'octubre a desembre (després d'haver fet el vi). Les prunes s'han de fermentar durant 6-8 setmanes en gran botes (butoaie o căldări).
La destil·lació es fa amb una font tradicional de combustible fusta o carbó vegetal.
N'hi ha tres graus: el molt fort amb 55-60% d'alcohol, el normal i el fluix amb 20-30%. Envelleix durant sis mesos.